# Zhao Xintong
Zhao Xintong (Xi'an, China, 3 april 1997) (bijnaam The Cyclone) is een Chinese snookerspeler. In 2025 won hij het wereldkampioenschap snooker.

## Carrière

### Eerste jaren
Zhao bereikte de halve finale van het China Championship in 2018. Hij haalde kwartfinales op onder ander de Welsh Open in 2017, de German Masters in 2020 en de World  Grand Prix in 2020. In 2021 wist hij het UK Championship te winnen. In de finale versloeg hij Luca Brecel met 10-5. Door deze prestatie steeg hij naar plek negen op de wereldranglijst en verzekerde hij zich van een plaats op de Masters 2022. Op dit prestigieuze toernooi verloor hij de eerste wedstrijd van John Higgins met 2-6. 
Datzelfde seizoen wist de Chinees te zegevieren op de German Masters door Yan Bingtao te verslaan met 9-0. Op weg naar de finale versloeg hij Mark Williams, Tom Ford, Judd Trump en Ricky Walden.

### Schorsing
Zhao werd in januari 2023 door de de mondiale snookerbond WPBSA voor onbepaalde tijd geschorst vanwege vermoedens van matchfixing. Nadat hij schuld had bekend, werd zijn schorsing in juni 2023 vastgesteld op twintig maanden. Zijn straf viel lager uit dan bij andere spelers omdat bewezen was dat Zhao zelf geen wedstrijden had beïnvloed, maar enkel medeplichtig werd bevonden.

### Terugkeer
Na afwezigheid in het seizoen van 2023/24 keerde hij in 2024 terug bij het UK Championship waar hij in de eerste ronde verloor van Shaun Murphy met 5-6. Op dat moment was hij geen professioneel snookerspeler, waardoor hij als amateur mee moest doen aan de zogeheten Q Tour. Hij was de eerste speler die een maximumbreak maakte op dit circuit. 
Hij nam deel aan toernooien in Manchester, Zweden, Oostenrijk en België. De vijfde en zesde ronde wist hij te winnen, dit waren, naast zijn deelname aan het UK Championship, zijn enige officiële wedstrijden voorafgaand aan het WK van 2025.

### Wereldkampioen
Bij zijn derde deelname aan het WK moest hij vier kwalificatiewedstrijden spelen om zich te kwalificeren voor het hoofdtoernooi. Nadat hij een speler uit Hongkong en twee landgenoten had verslagen moest hij nog de Engelse Elliot Slessor verslaan. Na een ruime voorsprong van Zhao van 6-2 kwam Slessor terug tot 6-6. De volgende drie frames waren voor de Chinees, Slessor kon de daaropvolgende twee nog winnen en daarmee terugkomen tot 8-9, maar het 18e frame bleek genoeg voor Zhao en zodoende kwalificeerde hij zich voor het hoofdtoernooi. 
In de eerste ronde versloeg hij de Welshman Jak Jones met 10-4. Al in de eerste sessie had Zhao het verschil gemaakt door met 7-1 voor te komen. In de volgende ronde trof hij landgenoot Lei Peifan, die 2-3 voor kwam. Nadat Zhao vier frames op rij won, gaf hij zijn voorsprong niet meer weg en won met 13-10. 
In de kwartfinale volgde Chris Wakelin. Ook hier kwam Zhao snel op een voorsprong, ditmaal stond hij na zeven frames voor met 6-1. Na een kleine comeback van Wakelin, die tot 6-4 kwam, denderde Zhao door naar de 12-4 en wist uiteindelijk de wedstrijd te winnen met 13-5. 
In de halve finale stond Ronnie O'Sullivan te wachten op de destijds 28-jarige Chinese speler. Tot en met het zevende frame gingen beide spelers gelijk op, O'Sullivan kwam tot een voorsprong van 3-4. De volgende acht frames won Zhao en zijn opgedane voorsprong gaf hij niet meer uit handen, hij won van zijn idool met 17-7.
In de finale wachtte de volgende Welshman, tegenstander was Mark Williams. Net als in eerdere wedstrijden kwam Zhao al snel op een grote voorsprong, ditmaal won hij zeven van de eerste acht frames en deze voorsprong wist hij gestaag uit te breiden. Aan het einde van de derde sessie hoefde Zhao nog maar één frame te winnen om zich wereldkampioen te mogen noemen. De eerste vier frames van de laatste sessie gingen echter allemaal naar Williams, die terugkwam tot 17-12. In het laatste frame kreeg Williams nog kansen om zijn comeback voort te zetten maar hij wist hier geen gebruik van te maken. Zhao won ook dit frame met een clearance en kroonde zich tot eerste Aziatische wereldkampioen.

## Belangrijkste resultaten

### Rankingtitels
| #  | Seizoen     | Toernooi            | Verliezend finalist | Verliezend finalist | Score |
| -- | ----------- | ------------------- | ------------------- | ------------------- | ----- |
| 1. | 2021 / 2022 | UK Championship     | Luca Brecel         | BEL                 | 10-5  |
| 2. | 2021 / 2022 | German Masters      | Yan Bingtao         | CHN                 | 9-0   |
| 3. | 2024 / 2025 | Wereldkampioenschap | Mark Williams       | WAL                 | 18-12 |

### Wereldkampioenschap
Hoofdtoernooi (laatste 32 of beter):
| #  | Seizoen     | Editie  | Prestatie      | Extra                                |
| -- | ----------- | ------- | -------------- | ------------------------------------ |
| 1. | 2018 / 2019 | WK 2019 | 1e ronde       | Verloor met 10-7 van Mark Selby      |
| 2. | 2021 / 2022 | WK 2022 | Laatste 16     | Verloor met 13-9 van Stephen Maguire |
| 3. | 2024 / 2025 | WK 2025 | Wereldkampioen | Won met 18-12 van Mark Williams      |

Joe Davis · Walter Donaldson · Fred Davis · Horace Lindrum · John Pulman · John Spencer · Ray Reardon · Alex Higgins · Terry Griffiths · Cliff Thorburn · Steve Davis · Dennis Taylor · Joe Johnson · Stephen Hendry · John Parrott · Ken Doherty · John Higgins · Mark Williams · Ronnie O'Sullivan · Peter Ebdon · Shaun Murphy · Graeme Dott · Neil Robertson · Mark Selby · Stuart Bingham · Judd Trump · Luca Brecel · Kyren Wilson · Zhao Xintong